# قصة الكابوس
الكابوس (2006)، هي مجموعة قصصية لسناء الشعلان، حازت على الجائزة الشارقة الأولى عن فئة القصة القصيرة عام 2006، وبعد ذلك أصدرتها دائرة الثقافة والإعلام في الشارقة ضمن منشوراتها القصصيّة، وهي مجموعة قصص أقرب ما تكون إلى صور فوتوغرافية عفوية في الظاهر، لكنّها متعمدّة ومدروسة تمامًا عند التحديق بها، ففي اللحظة الأولى هي تثير السّخرية وعدم الإهتمام واللامبالاة بل والدعوة إلى الضحك لالتقاطها صورًا مهمّشة أو غير مفسّرة أو غير متناسقة، وهي التقاط لكلّ المسكوت عنه والمُصَادر، وإبراز لملامح بشاعته، وتنديد بمدى قسوته التي قد تصادر حقوق الإنسان حتى بالحلم والتمنّي والتوقّع والانتظار، وتحاصره في زاوية الهزيمة حيث لا يوجد إلا الاستسلام واجترار الأحزان والانكسارات.

وهذا المسكوت عنه قد يطال كل مفردات الحياة وأشخاصها وقواها وأشكالها، كما أنه قد يحاصر كل الأشخاص وكل الطبقات في كل الأزمان والأماكن وفق ظروفهم ومعطيات حياتهم، وتوافرهم على أسباب الحرمان أو العطاء المزعوم، فالمجموعة لا تعد أبدًا بحلول، ولا تخجل من التصريح بخوف أبطال قصصها، بل هي صرخة خوف حقيقية في وجه الخوف المسمّى (الكابوس)، أيًّا كان شكله أو اسمه أو زمانه أو مكانه.

## نقد المجموعة القصصية
- رسالة ماجستير بعنوان (الرؤية السّرديّة ومكوّناتها في تجربة سناء شعلان القصصيّة)، إعداد محمد صالح مشاعلة، إشراف بسّام قطوس، عن كلية الآداب والعلوم، جامعة الشّرق الأوسط للدّراسات العليا، الأردن، 2014.
- رسالة ماجستير بعنوان (الشخصيّة في قصص سناء شعلان)، إعداد ميزر علي الجبوري، إشراف غنام محمد خضر، عن كلية التربية، جامعة تكريت، العراق، 2013.
- رسالة ماجستير بعنوان (النّزوع الأسطوريّ في قصص سناء الشّعلان: دراسة نقديّة أسطورية)،إعداد وناسه مسعود علي كحيلي، إشراف وليد بوعديلة، قسم اللّغة العربيّة، تخصّص أدب مقارن، عن جامعة سكيكدة، العراق، عام 2010.
- كتاب بعنوان (فضاءات التّخييل: مقاربات في التشكيل والرؤى والدّلالة في إبداع سناء الشّعلان القصصيّ، مجموعة من النّقاد، إعداد وتقديم ومشاركة د.غنّام محمد خضر.[4][5]